# Trichotanypus albiforceps
Trichotanypus albiforceps är en tvåvingeart som först beskrevs av Jean-Jacques Kieffer 1924.  Trichotanypus albiforceps ingår i släktet Trichotanypus och familjen fjädermyggor. Inga underarter finns listade i Catalogue of Life.